# Curcubeu

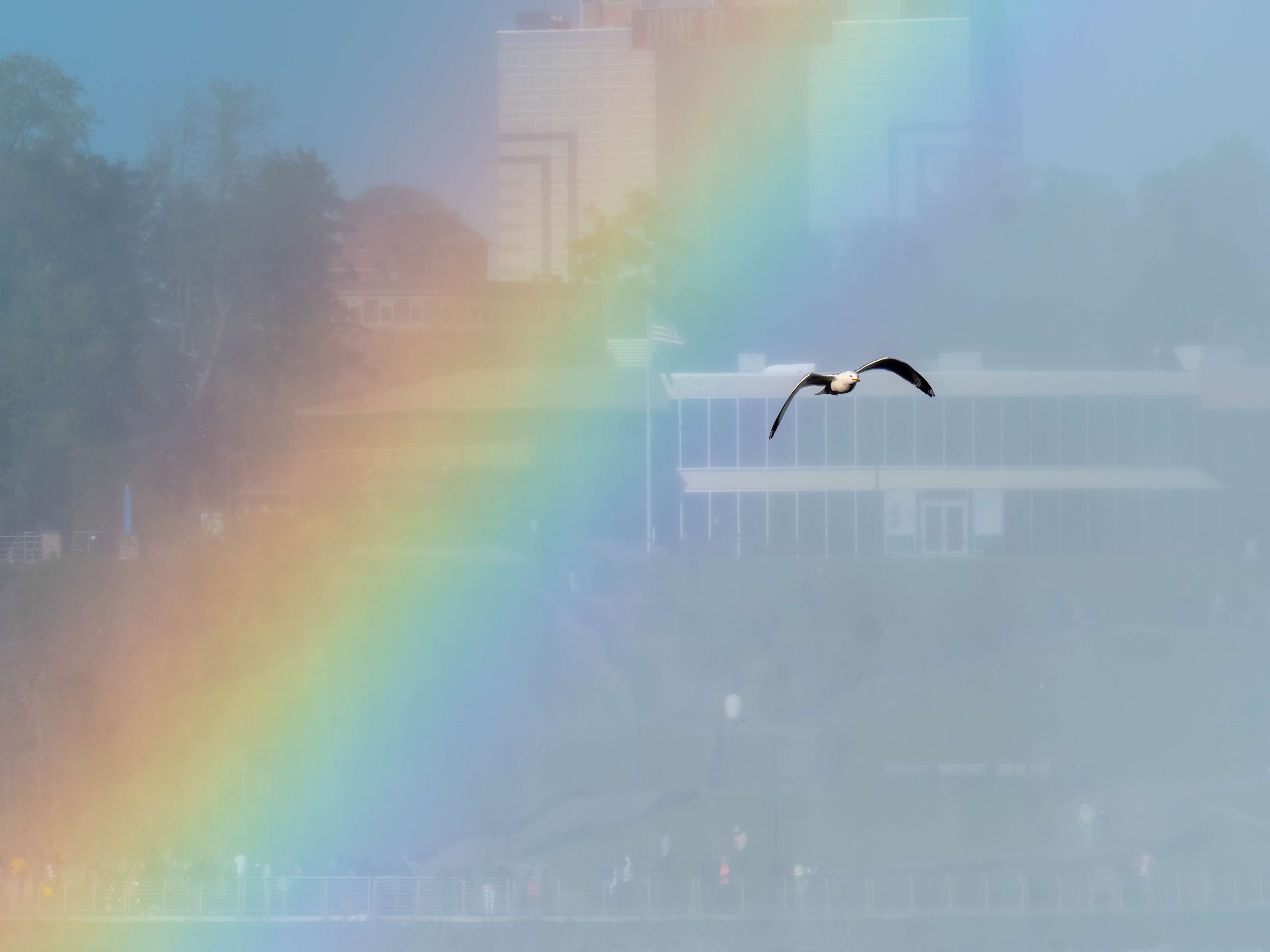
Un pescăruș zboară pe lângă un curcubeu deasupra cascadei Horseshoe

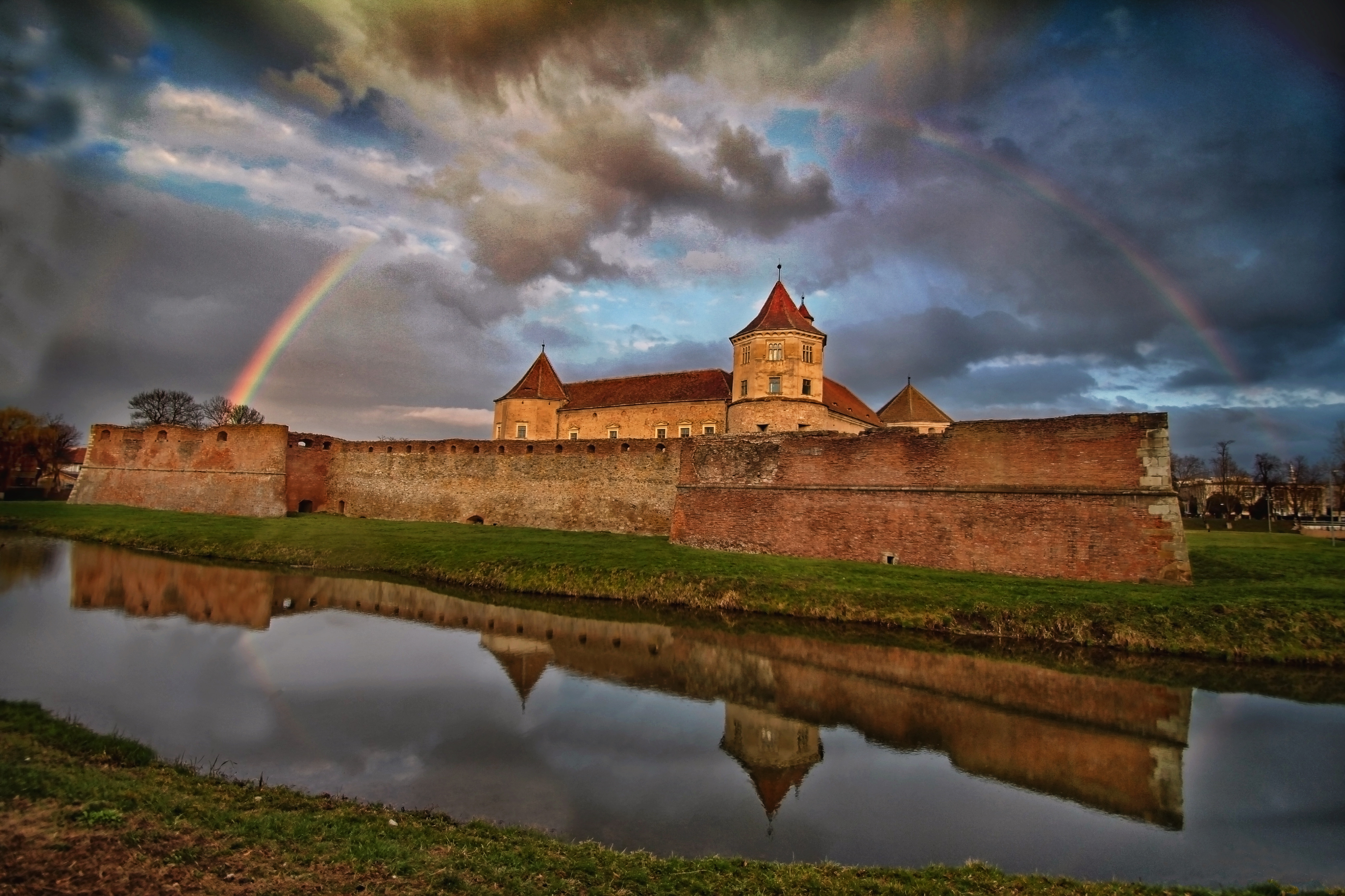
Curcubeu deasupra Cetății Făgărașului

Curcubeul este un fenomen optic și meteorologic atmosferic care se manifestă prin apariția pe cer a unui spectru de forma unui arc colorat atunci când lumina soarelui se refractă în picăturile de apă din atmosferă. De cele mai multe ori curcubeul  se observă după ploaie, când soarele este apropiat de orizont.
În condiții bune de lumină, în fața peretelui de ploaie, un curcubeu secundar este vizibil deasupra curcubeului principal. Acesta este mai slab din cauza dublei reflexii a luminii în picăturile de apă și are o secvență de culori opusă.
Există mai multe fenomene fizice care stau la baza producerii curcubeului sau care îl pot influența:
- Tensiunea superficială face ca picăturile de apă, mai ales cele foarte mici, să fie aproape perfect sferice.
- Refracția și reflexia luminii explică de ce lumina curcubeului are altă direcție decât lumina de la soare.
- Dispersia luminii, adică dependența indicelui de refracție al apei de lungimea de undă a luminii, explică de ce curcubeiele sunt colorate și nu doar albe.
- Difracția luminii devine semnificativă atunci când picăturile de apă sunt extrem de mici, de ordinul micronilor, deci comparabile cu lungimea de undă (aproximativ 0,5 μm). În acest caz culorile curcubeului se estompează.
- Dacă picăturile sunt mari și nu se află într-un echilibru care să le asigure forma sferică, efectul de curcubeu fie este redus, fie nu apare.

## Curcubeul ca fenomen meteorologic
Curcubeiele naturale apar, de obicei, atunci când cerul se înseninează rapid după o ploaie, iar soarele se află la o altitudine mică. Din acest motiv, curcubeiele sunt observate de obicei pe cerul vestic, dimineața, și pe cel estic, seara. Totodată, fenomenul nu se poate forma vara, la prânz, deoarece soarele se află la punctul maxim pe cer. Cele mai spectaculoase apariții ale curcubeului au loc atunci când jumătate din cer este încă întunecat cu nori de ploaie, iar observatorul se află într-un punct cu cer senin în direcția Soarelui. Rezultatul este un curcubeu luminos care contrastează cu fundalul întunecat. Se pot observa curcubeie destul de des într-un jet de apă, în special în fântâni si cascade. În cazuri speciale, se pot observa mici curcubeie la capătul valurilor mării.

## Lumina și curcubeul ca fenomene optice
Lumina soarelui reprezintă o mică parte din spectrul electromagnetic. Atunci când soarele este pe cer, toate părțile spectrului vizibil ajung la suprafața pământului, iar amestecul lor este perceput ca o lumină de zi albicioasă. În cazul în care soarele se află la o înălțime mică pe cer (spre exemplu la răsărit), partea cu unde scurte a spectrului solar (definită prin culorile de tip albastru) este mai dispensată în atmosfera, rezultând culoarea roșie a cerului.

### Formarea și culorile curcubeului
Culorile curcubeului sunt produse prin dispersia luminii solare în picăturile de apă, unde aceasta este descompusă în funcție de lungimea de undă, precum într-o prismă (fenomen pentru prima oară descoperit de Isaac Newton). În curcubeu, datorită amestecării parțiale a razelor de lumină prin reflexia internă la diferite puncte de pe suprafața sferică a picăturii, culorile apar mai puțin clar separate în comparație cu un spectru luminos produs, spre exemplu, cu ajutorul unui spectroscop cu prisme.
Numărul de culori pe care ochiul uman este capabil să le distingă este aproximativ 100. Datorită subiectivității situației, numărul exact de culori principale este o alegere oarecum arbitrară. Așadar, Newton, împărțea inițial spectrul în cinci culori principale: roșu, galben, verde, albastru și violet. Mai târziu a inclus portocaliu și indigo, oferind șapte noi culori (o analogie la filozofia sofiștilor greci, care credeau că există o legătură între culori, notele muzicale si obiectele cunoscute din sistemul solar). De reținut este faptul că, ceea ce Newton considera atunci ca albastru ar fi considerat astăzi drept cian și ceea ce Newton a numit indigo ar fi considerat astăzi albastru.

### Curcubeul principal ca fenomen observabil

Incidental Rays = razele de la soare Outgoing rays = razele reflectate

Pentru observarea curcubeului, observatorul trebuie în primul rând să aibă peretele de apă în fața sa și soarele în spatele său. Atunci când lumina soarelui întâlnește o picătură de ploaie, o parte din lumină este reflectată, iar restul se refractă in picătură. Când această lumină atinge partea din spate a picăturii de ploaie, o parte din ea este reflectată în interior și o parte este refractată, ieșind din picătură (Bineînțeles, o parte din razele de lumină deja aflate în picătura de apă se pot reflecta încă odată pe suprafața interioară a picăturii. Aceste fenomene nu sunt relevante pentru formarea curcubeului principal). Pe scurt, se produce un con de lumină, la rândul lui format din mai multe conuri de diferite unghiuri pentru fiecare culoare.  În cazul curcubeului principal cu reflexie internă unică, conul de lumină roșu exterior (cel mai puțin deviat) are un unghi de aproximativ {\displaystyle 2\times 42}°, iar conul albastru/violet interior (mai deviat) are un unghi de aproximativ {\displaystyle 2\times 40.2}°. Aceste diferențe pleacă de la un indice de refracție diferit (se formează de fapt mai multe curcubeie, unul pentru fiecare culoare). În esența, lumina se reflectă pe intervalul {\displaystyle 40.2^{\circ }\rightarrow 42^{\circ }}, cu intensitate maxima la {\displaystyle 42^{\circ }}. Acest interval este independent de dimensiunea picăturii, dar depinde de indicele de refracție al acestuia. Spre exemplu, raza unui potențial curcubeu format pe Titan, este de aproximativ {\displaystyle 49^{\circ }}, datorită concentrației mare de metan. 

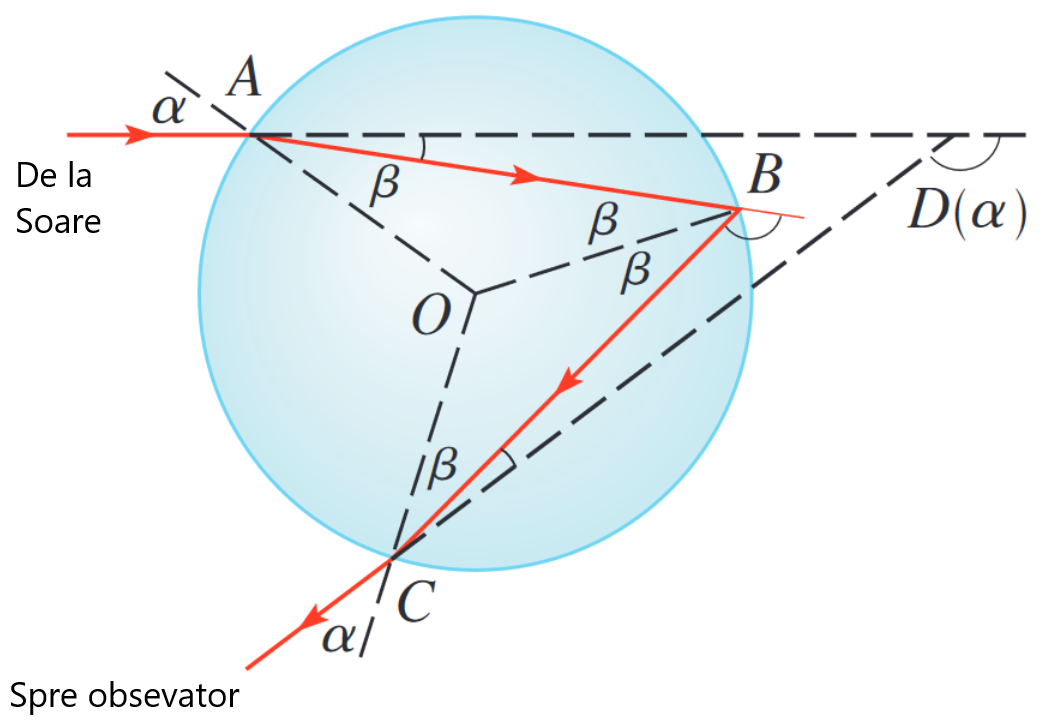

### Deducere matematică
Figura din dreapta descrie o rază de lumină ce intră într-o picătură de ploaie la punctul A. Linia AB arată traiectoria părții de lumină ce intră în picătură (se observă faptul că lumina este refractată spre linia AO). Legea Refracției (sau Legea lui Snell)  arată că:{\displaystyle \sin \alpha =k\cdot \sin \beta }Unde α este unghiul de incidență, β este unghiul de refracție și k este indicele de refracție al picăturii (pentru apa dulce este {\displaystyle 4/3}). De aici reiese (ecuația 1):{\displaystyle \beta \approx \arcsin({\dfrac {3}{4}}\sin \alpha )} Linia BC semnifică partea reflectată a razei (la C se observă că o parte se reflectă înapoi în picătură, această parte nu e semnificativă curcubeului principal). Unghiul {\displaystyle D(\alpha )} este unghiul de deviație. Acesta este important pentru calculul următor deoarece: (ecuația 2){\displaystyle D(\alpha )=180^{\circ }-r_{\text{curcubeu}}}Considerând două raze solare paralele (prima intrând în peretele de apă și a doua plecând de la observator), ecuația de mai sus e adevărata datorita egalității unghiurilor alterne-interne).  Din desen observăm (ecuația 3):{\displaystyle D(\alpha )=(\alpha -\beta )+(\pi -2\beta )+(\alpha -\beta )=\pi +2\alpha -4\beta }Din (ecuația 1) și (ecuația 2) reiese:{\displaystyle D(\alpha )=\pi +2\alpha -4\arcsin({\dfrac {3}{4}}\sin \alpha )} Prin diferențiere și utilizând metoda intervalului închis și teorema lui Rolle se determină minimul. Minimul este important deoarece atunci razele de lumină au deviația minimă, rezultând concentrația de lumină maximă.{\displaystyle D(\alpha )^{\prime }=2-4\left[1-\left({\frac {3}{4}}\sin \alpha \right)^{2}\right]^{-{\dfrac {1}{2}}}\left({\dfrac {3}{4}}\cos \alpha \right)=2-{\frac {3\cos \alpha }{\sqrt {1-{\dfrac {9}{16}}\sin ^{2}\alpha }}}}{\displaystyle D(\alpha )} este 0 (punct critic) când:{\displaystyle 2={\frac {3\cos \alpha }{\sqrt {1-{\dfrac {9}{16}}\sin ^{2}\alpha }}}\Leftrightarrow {\frac {9}{4}}\cos ^{2}\alpha =1-{\frac {9}{16}}\sin ^{2}\alpha \Leftrightarrow \cos \alpha ={\sqrt {\frac {7}{16}}}\Leftrightarrow \alpha =\arccos {\sqrt {\frac {7}{16}}}\approx 59.4^{\circ }}În concluzie, minimul local este {\displaystyle D(59.4^{\circ })\approx 138^{\circ }}  Pentru a afla minimul global, se verifică valorile la capete. În cazul acesta 0 si {\displaystyle \pi /2}. Se observă că:{\displaystyle D(59^{\circ })<D(0)\quad \And \quad D(59^{\circ })<D({\dfrac {\pi }{2}})}În concluzie {\displaystyle D(59.4^{\circ })\approx 138^{\circ }}este minim global. Pentru a obține {\displaystyle r_{\text{curcubeu}}}înlocuim în (ecuația 2):{\displaystyle r_{\text{curcubeu}}\approx 180^{\circ }-138^{\circ }\approx 42^{\circ }}

## Cronologia explicației fizice

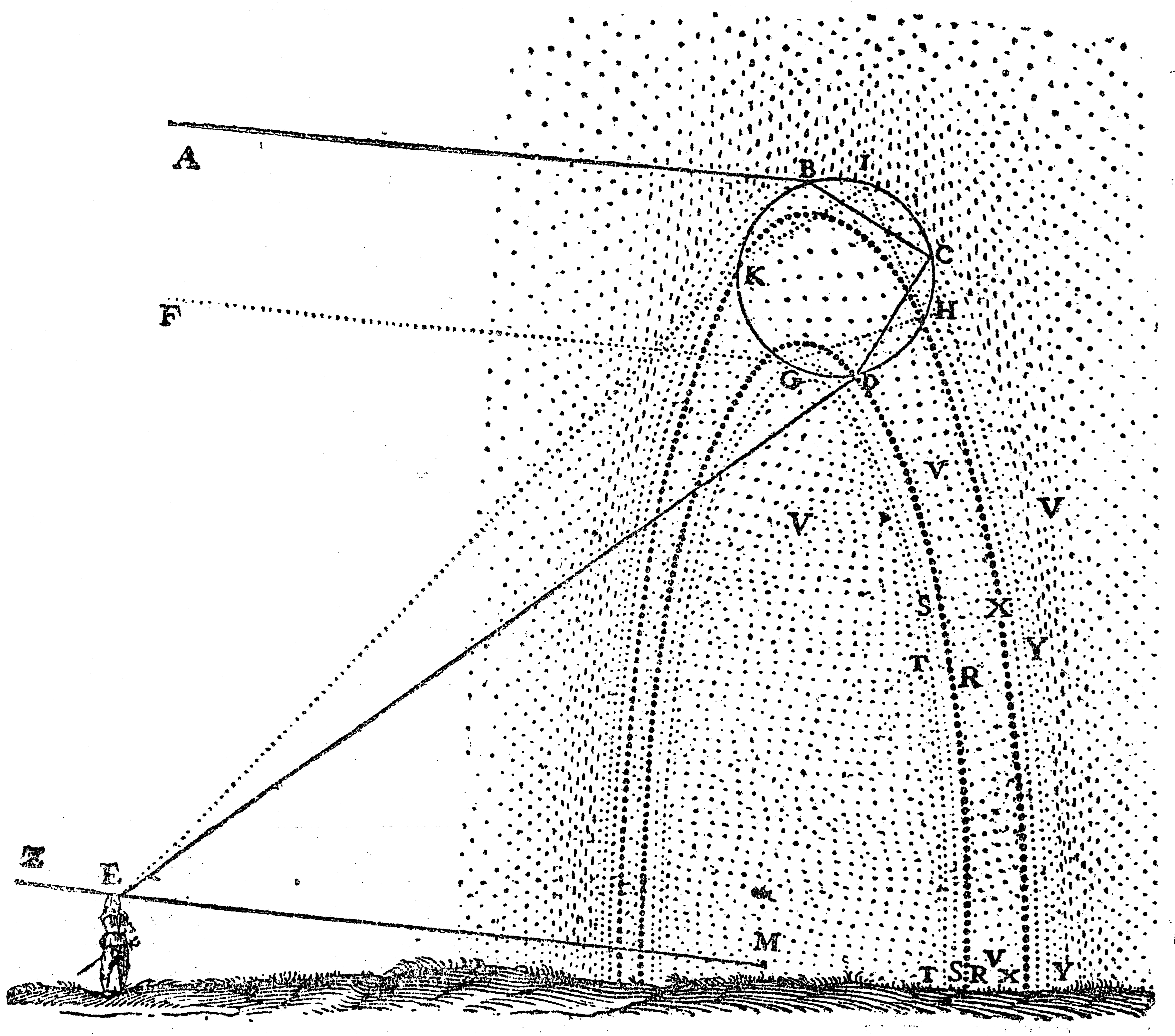
Experimentul optic a lui Descartes.

Explicația fizică a curcubeului prezentată mai sus se bazează, în principal, pe lucrările lui René Descartes publicate în secolul 17. Ele sunt descrise în apendicele Les Météores din tratatul său filosofic Discours de la méthode (Discurs asupra metodei). Fenomenul dispersiei nu era cunoscut pe vremea lui Descartes, motiv pentru care modul în care acesta a explicat culorile în lucrarea sa este ușor eronat (de reținut ca derivarea matematica a lui Descartes este corectă).
În 1700, Edmond Halley a scris o lucrare despre curcubeu, iar în 1704, teoria luminii a lui Isaac Newton a adus în discuție dispersia, făcând astfel inteligibilă splendoarea culorilor.
Pe vremea lui Newton, nu se știa sigur dacă lumina avea caracter ondulatoriu sau corpuscular. Această enigmă l-a determinat pe Thomas Young să realizeze Experimentul celor două fante. El a demonstrat astfel natura ondulatorie a luminii, iar ulterior a reușit să rezolve enigma luând în considerare fenomenul de interferență.
Descrierile fizice moderne se bazează în principal pe teoria dezvoltată de Gustav Mie⁠(d) în 1908 și denumită după el dispersia Mie.

## Variații

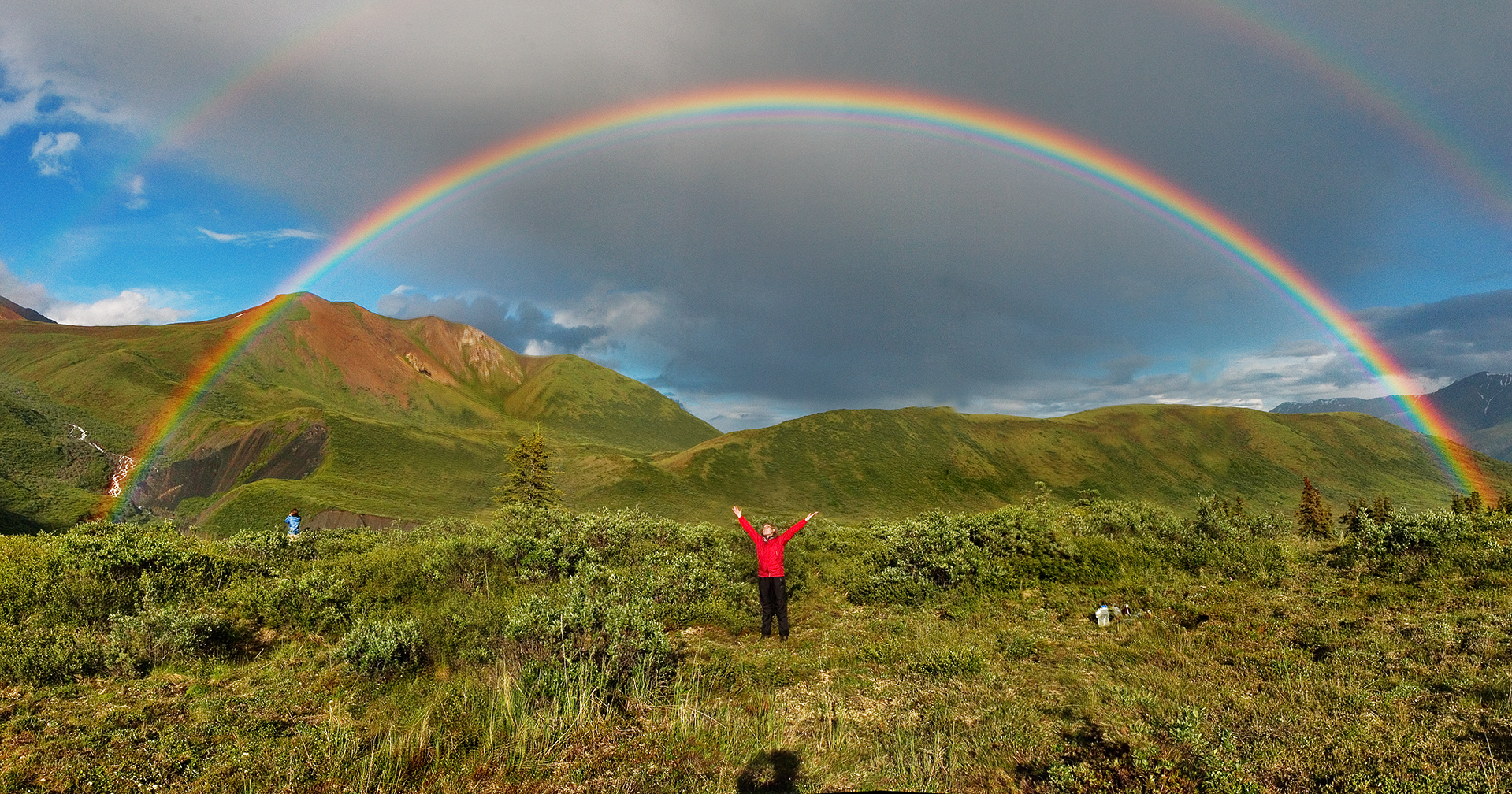
Curcubeu dublu în Alaska

### Curcubeul dublu
Termenul de curcubeu dublu este folosit atunci când arcul format de razele dublu reflectate din picătura de apă, este vizibil lângă curcubeul principal. Acesta este întotdeauna format, ba chiar exista teoretic o infinitate de curcubeie pe lângă cel principal. În practică, datorită slabei concentrații de lumină după prima reflexie, și datorită răspândirii mai mari pe suprafața cerului, curcubeul secundar poate fi observat doar în cazuri speciale. Acesta are ordinea culorilor inversată deoarece, dacă la curcubeul principal unghiul arcului scădea de la rosu la albastru, in cazul acesta creste de la rosu la albastru.

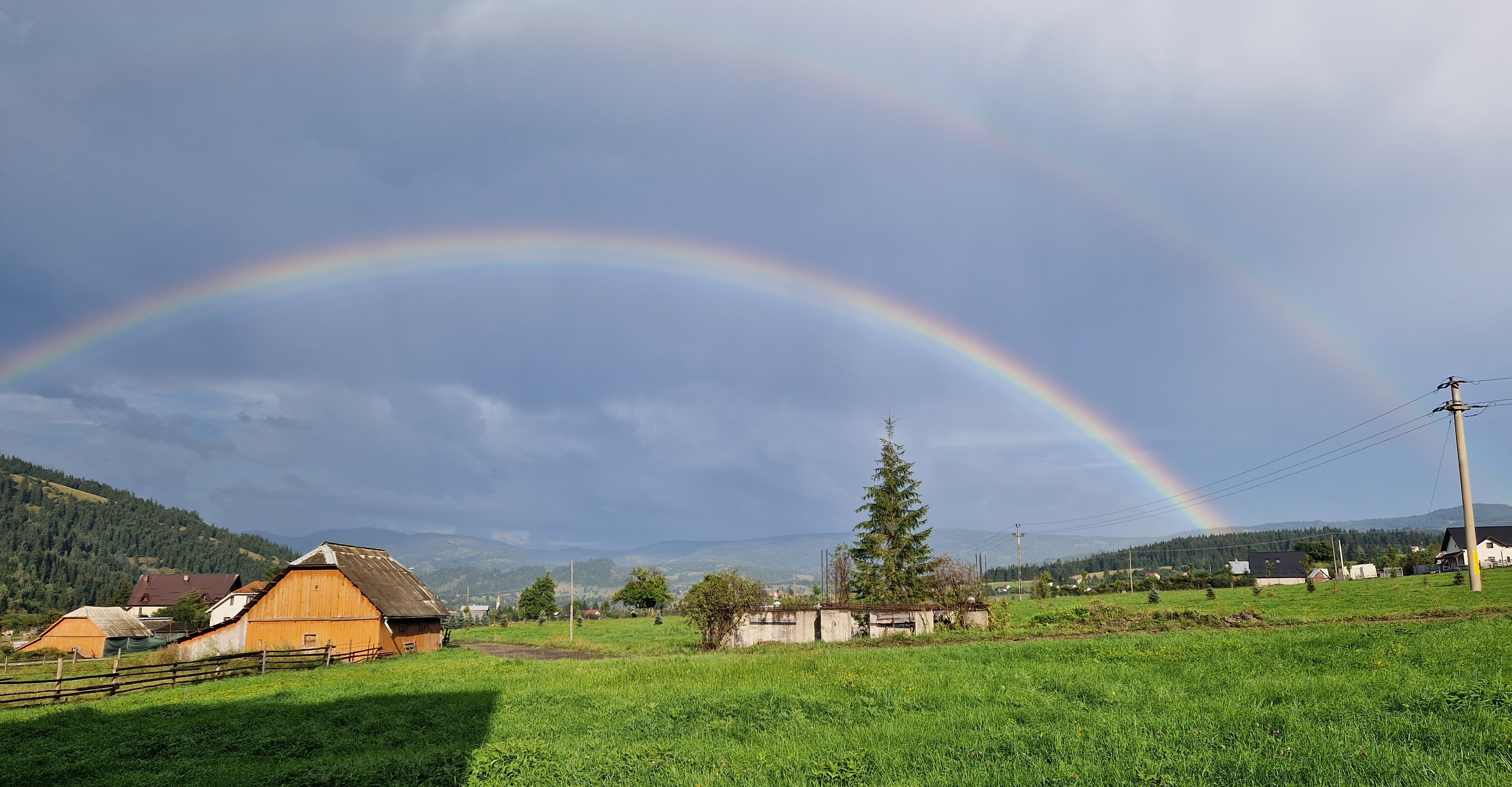
Curcubeu Dublu fotografiat la Vatra Dornei

Dacă urmărim imaginea de mai sus in care e explicată formarea curcubeului principal (vezi. Derivare Matematică), ne putem imagina un nou drum a razei, in care aceasta se refractă in A, se reflectă in B, se reflectă in C si se refractă afară din picătură la un punct D, (daca respectam proporțiile desenului, acesta va fi intre A si C). Observăm ca in punctul C se schimbă cu adevărat drumul razei. Pentru a afla {\displaystyle D(\alpha )} (care nu este mai mult decât rotația razei in jurul picăturii) urmărim desenul si observam ca la A raza se rotește cu {\displaystyle (\alpha -\beta )}, la B si la C cu {\displaystyle (\pi -2\beta )} iar la D din nou cu {\displaystyle (\alpha -\beta )}. De aici rezulta ca {\textstyle D(\alpha )=2\alpha -6\beta +2\pi }. Înlocuim pe {\displaystyle \beta } cu {\textstyle \arcsin \left({\frac {\sin(\alpha )}{k}}\right)} si pe k cu {\displaystyle {\dfrac {4}{3}}} iar apoi derivam: 
{\displaystyle D(\alpha _{1})^{\prime }=2-{\frac {3\cdot 6\cos \alpha }{4{\sqrt {1-{\sin ^{2}\alpha }\cdot {\dfrac {9}{16}}}}}}}Egalam {\displaystyle D(\alpha _{1})^{\prime }}cu 0 pentru a afla minimul
{\displaystyle D(\alpha _{1})^{\prime }=0\Leftrightarrow 9\cdot 9\cos ^{2}(\alpha _{1})=16-\sin ^{2}(\alpha _{1})\Leftrightarrow \cos(\alpha _{1})={\sqrt {\dfrac {7}{72}}}\Leftrightarrow \alpha _{1}=\arccos {\sqrt {\dfrac {7}{72}}}=1.254\ radiani}De mai sus rezultă faptul ca rotația in jurul picăturii e de {\textstyle D(\alpha _{1})\approx 231^{\circ }} ce înseamna o rotație opusă de  {\textstyle 360^{\circ }-231^{\circ }=129^{\circ }} (vezi imaginea din stânga). De aici rezultă ca unghiul curcubeului secundar e de {\textstyle 180^{\circ }-129^{\circ }=51^{\circ }}. In general, acesta va fi {\textstyle D(\alpha _{1})-\pi }.